# Жуков, Игорь Михайлович
И́горь Миха́йлович Жу́ков (31 августа 1936, Горький — 26 января 2018, Москва) — советский и российский пианист и дирижёр. Заслуженный артист России.

## Биография и творчество
Как пианист учился в музыкальном училище при Московской консерватории у Леонида Ройзмана, затем в Московской консерватории у Эмиля Гилельса и Генриха Нейгауза. В 1957 году получил вторую премию среди пианистов на международном конкурсе имени Лонг и Тибо. Широко концертировал в СССР и за рубежом (почти во всех европейских странах, в США. Сингапуре, Малайзии, Гонконге, Японии), предпочитая романтический репертуар (от Шопена до Скрябина). В 1972 году он первым в СССР осуществил запись всех фортепьянных сонат А. Скрябина (в 2000 году немецкой фирмой «Telos» сделана новая цифровая запись). Начало его дирижёрской карьеры связано с камерным оркестром Ульяновска (1978—1983 гг.).
В 1983 году Жуков основал Новый Московский камерный оркестр (после того как прежний Московский камерный оркестр, основанный Рудольфом Баршаем, был переподчинён и переименован в Государственный академический камерный оркестр). В репертуаре оркестра под руководством Жукова был широкий круг музыки разных эпох, от К. Ф. Э. Баха до Стравинского. С 2004 по 2008 годы Игорь Жуков работал как основной дирижёр в муниципальном камерном оркестре Нижнего Новгорода «Солисты Нижнего Новгорода».
Умер в 2018 году. Похоронен на Ваганьковском кладбище.